# Габдрахім Утиз Імяні
Габдрахім Утиз-Імяні аль Булгарі (тат. Габдерәхим Госман угылы Утыз-Имәни әл-Болгарии, справжнє ім'я — Габдрахім Усман; 1752 – 1836) — татарський поет-суфій, вчений, релігійний діяч і просвітник. В ісламському світі також знаний як учений, який відновив загублені фрагменти стародавнього Корану (так званий Коран Усмана), який згідно з переказами, належав третьому правознавному халіфу Осману ібн Аффану.

## Ім'я
Повне ім'я, яке наводить Різа Фахретдін у своїй праці «Асар» — Габрахім ібн Усман ібн Сармакі ібн Крим. Однак сам себе він називав Габдрахім ібн Усман аль-Булгарі, це ім'я найчастіше зустрічається в його рукописах. Тахаллус Утиз Імяні вказує на населений пункт, де народився поет.

## Біографія
Біографічні відомості суперечливі.
За однією версією Габдрахім Усманов народився 1752 року в татарському селі Утиз Імян Чистопільського повіту Казанської губернії (нині Черемшанського району Республіки Татарстан).
Так, Газіз Губайдуллін, Каюм Насирі, Алі Рахім, Абдрахман Сааді висловлювали думку, що Габдрахім Утиз Імяні народився 1730 року, а помер 1815 (1816) року. Відповідно до сучасної традиційної версії Габдрахім народився 1754 року.
Батько його, Усман, помер ще до його народження і мати Гафіфа була змушена повернутися до свого рідного села Утиз-Імян, де й народився Габдрахім. Коли Габдрахіму було два-три роки померла і його мама. Хлопчик виховувався родичами, почав рано вчитися в медресе аула у Вільдана мулли. Досягає значних успіхів у навчанні і сам став викладачем медресе. Не зупиняючись на досягнутому, прагнув отримати знання в інших навколишніх селах, а потім поїхав до села Татарська Каргала Оренбурзької губернії, де на той час утворився найбільший на Південному Уралі комплекс мусульманських навчальних закладів. Тут навчався в медресе при 3-й соборній мечеті у Валіда ібн Мухаммада ал-Аміна (Валіда ібн Мухаммедаміна аль-Кайбічі авапреає ль-Каргалі). Валід-ішан був шейхом суфійського братства накшбандій-муджаддідій, який отримав ініціацію у шейха Фаїзхана ібн Хозирхана. Серед його відомих учнів Абдуллджаббар ібн Абдуррахман ат-Тайсугані, Ахмед ібн Хасан аль-Мастакі, Губайдулла ібн Джагфар аль-Кізлеві, Джагфар ібн Імай аль-Бікметі, Кутлуахмед ібн Захід ад-Дусматі, Магаз Нігматулла ібн Гуумар аль-Утарі.
Описуючи своє життя Утиз-Імяні писав, що мав багато друзів, мав достаток, його поважали, прислухалися до його думки. Однак 1785 року його на деякий час заарештували за пропаганду антиурядової ідеології та заклики підняти зброю проти іновірців.
Бажання збільшити свої знання, а також можливо і переслідування, призвели до того, що після закінчення медресе 1788 року Габдрахім Утиз-Імяні разом з сім'єю поїхав до Бухари, яка була важливим центром традиційної ісламської освіти, привабливим для мусульман Поволжя і Уралу. Там він продовжив знайомитися з суфійським вченням, ставши учнем Фаїзхана ал-Кабулі. Учні шейха Фаїзхана не тільки проходили навчання, але й служили як духовні особи, так Габдрахім служив у бухарській мечеті Магок-і Аттар. Тут же в Бухарі займався і реставрацією стародавнього Корану, який, згідно з переказами, належав третьому правознавчому халіфу Осману ібн Аффану.
Після Бухари почався період мандрівок по Західному та Східному Туркестану. Габдрахім відвідав та давав уроки в медресе таких міст як Акча, Туфі, Самарканд, Мазар, Шахімардан. 1796 року побував в Афганістані — міста Балх, Герат, Кабул.
1798 року в містечку Кауирмач у Габдрахіма померла дружина Хаміда. Після її смерті він вирішив разом з дітьми повернутися на батьківщину. 1799 році Габдрахім повернувся до Бухари, а потім попрямував до рідних країв. Дорогою зупинився у селі Мрясово у сім'ї Лукмана Усмановича Ібрагімова. Різаітдін Фахретдін писав, що Габдрахім став для Лукмана Ібрагімова названим сином, замість сина, який зник безвісти. Анвар Асфандіяров уточнював ці відомості, зазначаючи, що документи ревізій показали, що Лукман Ібрагімов не мав сина, на ім'я Абдрахім, але був рідний старший брат, який на той час уже помер. Тому Лукман не міг усиновити Габдрахіма, а міг лише визнати його своїм братом. За згодою Лукмана Ібрагімова Габдрахім зареєструвався у державних зошитах як башкир — цей факт підтверджують матеріали ревізій 1811, 1816 та 1834 років. Коментуючи цей факт Фахретдін писав, що Габдрахім як мішар по народженню, пішов в інший світ справжнім башкиром. Айдар Юзєєв, висловлював припущення, що реєстрація як башкира була потрібна Габдрахіму для того, щоб полегшити життя своїх дітей, оскільки отримавши статус башкир, вони могли б претендувати на земельні наділи. Як зазначає Фахретдін, тут влаштувалися четверо з п'яти його синів.
З Мрясева Габдрахім Утиз Імяні разом з сином Ахметзяном прибув до рідного села матері — Утиз Імян, але оселитися там не вдалося — йому відмовили, вказавши, що його батько виходець з іншого села. Йому довелося перебратися до своїх далеких родичів в село Кара Чишма. Тут Габдрахім прожив один рік, а потім перебрався до села Ісляй, де викладав у місцевому медресе. Через рік переселився в село Сарабіккол. У медресе цього села Габдрахім викладав три роки і саме тут у нього з'явилася велика кількість послідовників. Потім переїхав до села Куакбаш, де у 1822—1823 роках заснував власне медресе і навчав шакірдів. Зрештою йому вдалося повернутися в рідне село свого батька, Тімяшево, де й оселився в невеликому будинку з ділянкою, який можливо залишився йому у спадок. Він продовжив свою викладацьку та літературну діяльність до самої своєї смерті 1834 року. Марджані, вказує дещо іншу дату смерті — 1835 рік. На кладовищі села Тімяшево Леніногорського району збереглася могила Габдрахіма Утиз-Імяні з надгробком. Вона є об'єктом культурної спадщини республіканського значення. 1994 року, у зв'язку з 240-річчям від дня народження на його могилі спорудили мавзолей.
За іншою версією Габдрахім народився 1752 року. Відомості про початковий період життя не розходяться з першою версією. Але за цією версією Габдрахім разом з синами залишався жити у селі Мрясово. Якийсь час Габдрахім давав уроки в Стерлібашевському медресе, користувався його бібліотекою. Однак переважно Габдрахім жив звичайним селянським життям, не був ні муллою, ні вчителем, хоч і мав можливість для активної творчої роботи. Відповідно до цієї версії помер 1836 року у 84 роки.

## Наукова та творча діяльність
Збереглося близько 60 творів Габдрахіма Утиз-Імяні, з них понад половину належить до поезії, а інші є науковими працями з лінгвістики, філософії та теології. Габдрахім Усман збагатив поезію такими жанрами, як газель, хікмет, марсія, баїт. Склав словники-коментарі до книги Мухаммаді Газалі «Іхья ел-голумед ад-дин» («Воскресіння наук про віру»), підручника «Джамі ар-румуз» («Збори знаків») й інші.
Поетичні твори Габдрахіма об'єднані в добірки «Гавариф ез-заман» («Утворені люди епохи»), «Еб'яті тюркіфі-фазилаті гілем» («Тюркські баїти про гідності знання»), «Танзіх аль-афкар фі насіхат аль-ахі» й інші. У своїх творах Габдрахім Усман засуджує багатіїв, лукавих мулл, жадібних ішанів. Особливо яскраво звучать ноти протесту в одному з його мунажатів, у якому соціальне зло показане в образах продажного кадія, хитрого міського голови, муфтія-доглядата та жорстокого султана. Цей мунажат став народним і набув широкого поширення серед башкирів, а фольклорист і музикознавець Сергій Рибаков включив його до своєї книги «Башкирський мунаджат».
Частина праць Утиз Імяні видали наприкінці XIX — на початку XX століття. Серед них «Тухфат ал-ахбаб фі таждвід калами ар-Рабб» («Подарунок коханим про правильне читання книги Господа»), 1900 рік, арабською мовою; «Рисала-і іршадія» («Трактат настанови»), 1910 року, арабською мовою і перекладений старотатарською мовою імамом ал-Барака Тахіром ібн Шахахмадом; «Рисала-і мухімма» («Трактат про важливе»), 1877 року, написаний старотатарською мовою. Однак багато його творів були довго відомі лише в рукописах, переписаних його учнями, або, можливо, написаних ним самим, і стали доступними читачеві лише після публікацій наприкінці XX—XXI століття. Це арабомовні твори богословсько-правового характеру: «Рисала-і ад-Дібага» («Трактат про вироблення шкір»); «Джавахір ал-байан» («Перлини роз'яснень»); «Інказ ал-Халікін» («Порятунок, хто гине»); «Рисала-і шафакія» («Трактат про захід сонця»); «Замм шурб аш-шай» («Зганьбування чаювання»); «Сайф ас-сарім» («Гострий меч»). Всі перераховані вище трактати написані арабською мовою, деякі з них містять цитати з джерел перською мовою, якими користувався Габдрахім Утиз-Імяні.
Наукові твори писав арабською та перською мовами, але більшість з них були написані літературною тюркською мовою.
Щодо поетичних творів, редактор академічного видання Утиз Імяні Міркасим Усманов зазначав, що той писав вірші старотатарською мовою. При цьому в мові творів у великій кількості є елементи староузбецької мови, а в лексиці є вкраплення мішаризмів і російських запозичень.
Рукописи Габдрахіма Усмана зберігаються у відділі рукописів і текстології Інституту мови, літератури та мистецтва АН РТ та в ВРРК НБ КДУ, Науковому архіві Уфимського наукового центру РАН, Національній бібліотеці імені Ахмет-Закі Валіді.

## Ситуація з Гайською міжрайонною прокуратурою
2011 року Гайська міжрайонна прокуратура (місто Гай, Оренбурзька область) вимагала визнати екстремістським твір «Перлини роз'яснень». 9 березня 2011 року Гайський міський суд Оренбурзької області залишив заяву прокуратури без розгляду.

## Публікації
- Габдерәхим Утыз-Имәни әл Болгари. Шигырьләр, поэмалар. Казан, 1986.
- Габдрахим Утыз-Имяни. Жемчужины разъяснений (Джавахир аль-баян). — Казань: Иман, 2003. — 64 с.
- Габдрахим Утыз-Имяни. Трактат о выделке кожи. Рисаля дибага. — Казань: Иман, 2003. — 29 с.
- Габдрахим Утыз-Имяни ал-Булгари. Избранное. Казань, 2007.
- Поэзия народов СССР IV—XVIII веков. Библиотека всемирной литературы. Серия первая. т. 55, -М.: Художественная литература, 1972. Перевод В. Журавлева